# Amerikai Horror Story: Szekta
Az Amerikai Horror Story: Szekta (American Horror Story: Cult) az FX horrorsorozatának, az Amerikai Horror Story-nak a hetedik évada. Bemutatójára 2017. szeptember 5-e és 2017. november 14-e között került sor az Amerikai Egyesült Államokban. Magyarországon 2018. március 6-ától sugározza a Viasat 6 csatorna.

## Szinopszis
Egy hánytatott sorsú zseni nem bírja elviselni, hogy nem tud megmenteni mindenkit a rossztól, ezért fel tervezi égetni a világot és egy új jobb létet akar megalkotni, amelyhez a kulcs Donald Trump megválasztása mint elnök, ami után az emberekben félelmet keltve és így megpuhítva őket kívánja elérni a célját.

## Szereplők
| Alakító           | Magyar hang        | Szerep                | Leírás                                                                                          | Epizódok | Epizódok |
| ----------------- | ------------------ | --------------------- | ----------------------------------------------------------------------------------------------- | -------- | -------- |
| Evan Peters       | Czető Roland       | Kai Anderson          | Modern politikai forradalmár, eltökélt szektavezető.                                            | 11       | 11       |
| Evan Peters       | Czető Roland       | Charles Manson        | Jól ismer bűnöző, szektavezér – a Tate-gyilkosság kitervelője.                                  | 2        | 11       |
| Evan Peters       | Czető Roland       | Andy Warhol           | Világhírű avantgárd filmkészítő.                                                                | 1        | 11       |
| Evan Peters       | Czető Roland       | Jézus                 | Isteni egység.                                                                                  | 1        | 11       |
| Evan Peters       | Czető Roland       | Jim Jones             | Emberek Temploma nevű szekta vezetője.                                                          | 1        | 11       |
| Evan Peters       | Czető Roland       | Marshall Applewhite   | Mennyek Kapuja nevű szekta vezetője.                                                            | 1        | 11       |
| Evan Peters       | Czető Roland       | David Koresh          | Dávidizmus nevű szekta vezetője.                                                                | 1        | 11       |
| Sarah Paulson     | Peller Anna        | Ally Mayfair-Richards | Megannyi fóbiával küzdő, ideggyenge nő, aki el sem tudná képzelni, mennyire megerősödik hamar.  | 11       | 11       |
| Sarah Paulson     | Peller Anna        | Susan Atkins          | A Tate-gyilkosság egyik főkivitelezője.                                                         | 1        | 11       |
| Billie Lourd      | Csifó Dorina       | Winter Anderson       | Kai húga – feminista, leszbikus egyetemistalány, aki dadusnak áll.                              | 10       | 10       |
| Billie Lourd      | Csifó Dorina       | Linda Kasabian        | A Tate-gyilkosság legbizonytalanabb résztvevője.                                                | 1        | 10       |
| Adina Porter      | Balogh Anna        | Beverly Hope          | Televíziós bemondó, aki testi sértés miatt lekerült ideiglenesen a képernyőről.                 | 10       | 10       |
| Alison Pill       | Hábermann Lívia    | Ivy Mayfair-Richards  | Ally felesége – a Mészárszék nevű étterem tulajdonosa.                                          | 9        | 9        |
| Cheyenne Jackson  | Posta Victor       | Dr. Rudy Vincent      | Kai és Winter bátyja – pszichiáter, aki nevet változtatott karrierje érdekében.                 | 8        | 8        |
| Chaz Bono         | Bácskai János      | Gary Longstreet       | Radikális jobb oldali, elvakult Trump-drukker.                                                  | 8        | 8        |
| Billy Eichner     | Láng Balázs        | Harrison Wilton       | Meleg személyi edző, aki megbeszélés alapján összeházasodott legjobb barátjával, Meadowval.     | 6        | 7        |
| Billy Eichner     | Láng Balázs        | Tex Watson            | Charles Manson jobbkeze a Tate-gyilkosságban.                                                   | 1        | 7        |
| Leslie Grossman   | Nádasi Veronika    | Meadow Wilton         | Harrison felesége – magányos, önbecsmérlő nő, aki humorral kezeli az őt környékező problémákat. | 5        | 6        |
| Leslie Grossman   | Nádasi Veronika    | Patricia Krenwinkel   | A Tate-gyilkosság negyedik gonosztevője.                                                        | 1        | 6        |
| Colton Haynes     | Moser Károly       | Jack Samuels nyomozó  | Korrupt, drogkereskedő, nőgyűlölő rendőrtiszt, aki képtelen belátni, hogy homoszexuális.        | 6        | 6        |
| Dermot Mulroney   | Czvetkó Sándor     | Bob Thompson          | Becstelen, szadista hírolvasó sztár.                                                            | 3        | 3        |
| Frances Conroy    | Egri Márta         | Bebe Babbit           | Férfiellenes pszichológus, aki elindítja Kai-t politikai útján.                                 | 2        | 2        |
| John Caroll Lynch | Háda János         | Twisty                | Sorozatgyilkoson alapuló képregényszereplő.                                                     | 2        | 2        |
| Lena Dunham       | Földes Eszter      | Valerie Solanas       | Amerikai szélsőséges feminista, aki megalapította a SÁR nevű férfiellenes egyletet.             | 1        | 1        |
| Mare Winningham   | Bertalan Ágnes     | Sally Keffler         | Kai karizmatikus ellenfele a képviselőválasztásban.                                             | 1        | 1        |
| Emma Roberts      | Bogdányi Titanilla | Serena Belinda        | Álszent, törtető televíziós bemondó.                                                            | 1        | 1        |

## Epizódok
| Sor. | Év. | Cím                                                         | Rendező               | Író                         | Premier                                | Nézettség   |
| --- | --- | ----------------------------------------------------------- | --------------------- | --------------------------- | -------------------------------------- | ----------- |
| 74. | 1.  | A választások éjszakája (Election Night)                    | Bradley Buecker       | Ryan Murphy és Brad Falchuk | 2017. szeptember 5. 2018. március 6.   | 3.93 millió |
| Ally és Ivy házaspár, akinek van egy fiuk, Oz. Ally több fóbiából szenved, amik Donald Trump elnökké választása után újra feltörnek, mivel ő Clinton hívő és fél a Trump korszaktól. Pszichiátere gyógyszert ír fel neki de nem szedi. Ally emiatt hamarosan bohócokat kezd hallucinálni szinte mindenhol. Megismerjük Kai-t és Winter-t a két testvért akik miután Trump elnök lett kötnek egy fura egyezséget miszerint nem hazudnak egymásnak. Trump miatt Oz dadusa felmondott mivel bevándorló volt. Az új dadus Winter lesz, aki furcsa módon érzéketlenné akarja tenni a gyereket az erőszak ellen. Kai felhergel egy csapat spanyol bevándorlót, hogy megverjék őt és ezt fel is veszi valaki. Ivy-ék szomszédaihoz, Changékhoz egy csapat bohóc betör majd megölik őket. Az egésznek Oz szemtanúja, de Winter megmutatja a szülőknek a fiú Twisty-s* képregényét, így nem hisznek neki. A rendőrség tévesen gyilkosság-öngyilkosságként könyveli el az ügyet. Ally szinte már elalszik amikor egyszer csak egy bohócot lát meg az ágyánál… - Twisty egy bohóc volt, aki a Rémségek cirkusza évadban tűnt fel. Szórakoztatta az embereket, mígnem meghalt az anyja és emiatt öngyilkosságot követtet el, de ez nem sikerült neki. Mivel csak az állkapcsát lőtte szét így torz lett az arca és ezt egy maszkkal takarta el. Elméje elborult és ekkor kezdett el gyilkolni. |     |                                                             |                       |                             |                                        |             |
| 75. | 2.  | Ne félj a sötéttől (Don't Be Afraid of the Dark)            | Liza Johnson          | Tim Minear                  | 2017. szeptember 12. 2018. március 13. | 2.38 millió |
| Mr. Chang halála miatt megüresedett egy hely a városi tanácsban. Kai indul is az üres helyért. Changék házába hamar beköltöznek az új szomszédok akiktől később Ally fegyvert szerez és rácsokkal szereli fel a házat, hogy biztonságban érezhesse magát és családját. A két nő étterme, a "Mészárszék" ahol Roger és egy spanyol alkalmazott, Pedro között komoly konfliktus alakul ki. Később az étterem biztonsági rendszere bekapcsol. Emiatt Ally oda megy a helyszínre és megtalálja Roger holttestét. Emiatt egyből Pedrot veszik elő. Ezután egy állítólagos terrortámadás miatt áramkimaradás van az egész városban. Közben Ivy elküldi Pedrot, a házukhoz, hogy nézzen rá feleségére. Allyhez bohócok törnek be és a nő a fiával menekülni kényszerül. Épp mikor kirohannának az ajtón Ally véletlenül lelövi Pedro-t... |     |                                                             |                       |                             |                                        |             |
| 76. | 3.  | Rossz szomszédi viszony (Neighbours from Hell)              | Gwyneth Horder-Payton | James Wong                  | 2017. szeptember 19. 2018. március 20. | 2.25 millió |
| A bevezetőben Ally pszichológusa egy páciensét dicséri, aki legyőzte gyerekkori traumáit amit apja okozott neki, mert gyerekként sokszor a szekrénybe zárta. Hazatérve a nőt és férjét a szektás bohócok megtámadják és bezárják őket 1-1 koporsóba… Miután Ally lelőtte Pedro-t a rendőrség kiérkezik. A nő szinte megússza az egészet, hisz önvédelemnek titulálják az esetet (sötétség, a nő megijedt egy sötét alaktól). Pedro halála miatt bevándorlók csoportja kezd tiltakozásba az étterem előtt. Ally-t, zaklatják a kocsijában, de Kai furcsa mód tud hatni rájuk és elküldi őket. A szomszéd Wiltonék, Oz-nak egy tengerimalacot ajándékoznak, amit Ally ki nem állhat. Eközben egy teherautó valamilyen zöld gázt permetez szét az utcában. Másnap a két nő kertje tele van döglött madarakkal. Egy közös vacsora után hazaérnek és a gyilkos bohócok jelét találják ajtajukra festve valamint Oz háziállatát mikrohullámú sütőben. Ally úgy véli, hogy a szomszédok az elkövetők, így büntetik a nőt amiért megölte Pedrot. Ezután halálosan megfenyegeti őket. Oz egy olyan videót talál a laptopján amin Winter elcsábítja Allyt. Felesége ezután elmenne a gyerekkel, de a szomszédhoz rendőrök érkeznek, mert Harrison felesége, Meadow eltűnik. Harrison Allyt hibáztatja. A szomszéd ház szintén meg van jelölve a szektás jellel… |     |                                                             |                       |                             |                                        |             |
| 77. | 4.  | A toborzás (11/9)                                           | Gwyneth Horder-Payton | John J. Gray                | 2017. szeptember 26. 2018. március 27. | 2.13 millió |
| Az epizód elején a választás éjszakáját mutatják be és itt láthatóak először a fontosabb szereplők. Ally és Ivy, Winter, Harrison és neje. Kai egy levágott karú férfit támogat a helyszínre csak azért hogy szavani tudjon Trumpra. Kai egy edzőterembe látogat ahol Harrisont kéri edzőnek. A férfit főnöke folyamatosan megalázza ezért Kai ráveszi hogy végezzen vele. Ezután elmondja neki hogy már rég figyelte őt és ismerőseit. A holttest eltüntetése érdekében Harrison lakására cipelik a testet majd elkezdik feldarabolni, amikor a férfi neje, Meadow hazaér. Ezután Kai, Beverly Hope-ot környékezi meg aki egy tudósító és utálja fiatal kolléganőjét, Serena-t, aki egy törtető és álszent nő. Kai vázolja nagyratörő terveit amit bármi áron el fog érni, de a nő nem hisz neki így egy tudósítás alkalmával Serena-t megtámadja a valószinűleg Kai által vezetett gyilkos bohóc csoport és megölik őt. Beverly így már hisz Kai terveiben. Ivy elmegy egy választás előtti gyűlésre, ahol szexuálisan inzultálja egy férfi de Winter megvédi. Itt futnak össze először. Ezután megkeresik a férfit és bezárják egy pincébe. Kai ezt megtudja, majd a férfinek ad egy fűrészt, aki levágja a kezét… |     |                                                             |                       |                             |                                        |             |
| 78. | 5.  | Lyukak (Holes)                                              | Maggie Kiley          | Crystal Liu                 | 2017. október 3. 2018. április 3.      | 2.20 millió |
| Harrison főnökének testét egy szeméttelepen, fejét pedig egy utcában eldobva találják meg. A riportot természetesen Beverly tudósítja. Kai gyűlést szervez a toborzott embereivel hogy megbeszéljék a megválasztásához a teendőket. Winter, Harrison, Meadow, Beverly és az ő operatőre RJ, Gary (őt zárta be Ivy és Winter, valamint ő vágta le a saját kezét). A legmeglepőbb tag késve érkezik: Ivy. Ebben a részben kezd körvonalazódni Kai igazi terve: A gyilkos bohóc szektájával brutális gyilkosságokat követnek el, mérgest gázt szivárogtatnak, keltik a pánikot és a megoldást majd ő fogja elhozni és így bekerülhet a városi tanácsba. Ally újra pszichológushoz van mer újabb fóbiája jelentkezett, a tripofóbia és fiát is csak felügyelet mellett láthatja. Később kiderül, hogy a Winter féle elcsábítás is direkt volt és Ivy is részt vett benne, mivel így válhatott el feleségétől és lehetett a szekta teljes tagja. Később kiderül, hogy Meadow és RJ nem vallja a szektás nézeteket, ezért Meadowot Harrison el akarja ásni, de a nő megszökik és elmond mindent Allynek. Később viszont elkapják. RJ-t is elfogják és megölik. Kai elmondja Beverlynek, hogy apja lebénult egy motorbalesetben és emiatt elviselhetetlenné vált. Anyja elkeseredésében megölte a férfi, majd magával is végzett. Kai ekkor csak bátyjára számíthatott akiről kiderült, hogy Dr. Rudy Vincent, Ally pszichológusa. Az ő ötlete az volt hogy szüleik halálát eltitkolják karrierje érdekében, valamint továbbra is megkapják anyjuk nyugdíját és apjuk fogyatékosságára járó összeget. |     |                                                             |                       |                             |                                        |             |
| 79. | 6.  | A kertvárosi merénylő (Mid-Western Assassin)                | Bradley Buecker       | Todd Kubrak                 | 2017. október 10. 2018. április 11.    | 2.15 millió |
| Az epizód Kai beszédével indul miközben lövöldözés tör ki. Kai és még pár résztvevő meg is hal, majd látható ahogy a rendőrök elfogják Allyt. Visszaugorva az időben, Ally kiszabadítja a fogságból Meadow-t. A nő elmondja Allynek, hogy felesége féltékeny volt rá mert nem ő szülhette meg kisfiukat. Emiatt kellett Allyt őrültnek beállítani, mivel így kerülhetett végleg Ivyhoz a fiú. Bevallja még az is, hogy beleszeretett Kai-ba, de amikor rájött hogy csak hitegeti őt és nem viszonozza érzéseit úgy dönt, kilép a szektából. Ezt persze Kai nem engedhette és megkötözi a nőt majd a Harrison által ásott gödörbe dobják. Ekkor szökik meg és Allyvel elmennek a pszichológusához. Meadow-t otthagyja a férfinál amíg elmegy Sally Kefflerhez és elmond neki mindent. A nő jelöltette magát a tanácsba, de Kai ezt persze nem hagyhatja és társaival öngyilkosságot beállítva végeznek vele. Az egyik szektás rátalál Allyre a búvóhelyén, aki felismeri feleségét a maszk mögött. A nő viszont nem árulja el a többieknek és otthagyja őt. Időközben Meadow nem várja meg Allyt és eltűnik. Másnap, visszatérünk a politikai beszédhez és a lövöldözéshez. Ekkor derül fény rá hogy valójában, Meadow az aki több embert is megöl, Kai-t pedig csak megsebesíti. Ally megpróbálja kivenni Meadow kezéből a fegyvert, de ő öngyilkos lesz. Allyt letartóztatják mivel kezében ott a fegyver. Mint kiderül ezt is Kai rendezte meg és bíta meg a feladattal Meadow-t, mert a merénylettel saját pozicióját erősíti meg a kampányban és Allynek úgy se hinne senki ha elmonjda az igazat mivel “őrült”. |     |                                                             |                       |                             |                                        |             |
| 80. | 7.  | A forradalmár (Valerie Solanas Died for Your Sins: Scumbag) | Rachel Goldberg       | Crystal Liu                 | 2017. október 17. 2018. április 18.    | 2.07 millió |
| A nyitójelenetben egy Valerie Solanas nevű nő beront Andy Warholhoz és egy bizonyos tőle elvett forgatókönyvet követel vissza. Andy azt állította elhagyta, viszont Valerie szerint csak féltékeny, mert egy nő tehetséges Andy erre azt mondja, hogy nő sosem lehet igazi művész. Ezen felbuzdulva Valerie fegyvert szerez és lelövi a férfit. Jelenben Allyt elfogják a rendőrök és Kai megnyeri a választást. Beverly haza felé menet találkozik egy titokzatos nővel aki tudja, hogy a Kai elleni merénylet csak színjáték volt és azt mondja a nőnek ha érdekli az igazság keresse fel. Beverly ezután elmegy Kai-hoz akinél önkéntesek dolgoznak és nem akarják beengedni. Kai-ban is megrendül a bizalma, mert nem tiszteli egyenlő társaként. Ezután felkeresi a titokzatos nőt. A nőről kiderül hogy Bebe Babbitt Frances Conroy, aki régen Valerie szeretője volt. Felkeresik Wintert, és Ivyt majd elmeséli történetét, melyben rávilágít hogy Kai átveri és semmibe nézi őket, mert már megvan a hatalma így nincs szükség rájuk. Valerie egy radikális feminista volt, aki létrehozott egy csak nőkből álló csoportot és terve az összes férfi megölése volt a férfiuralom eltörlése érdekében. Később kivételesen 2 meleg férfit is befogadtak. Megírta a “SÁR” kiáltványt (eredeti címː SCUM Manifesto) miszerint a férfiakkal élő nőkre is halál vár. Az Andy elleni merénylet volt a kezdő lépés. Miután a merénylet után Valerie börtönbe került társai folytatták gyilkosságokat és kiderül hogy ők voltak a Zodiákus. Később Valerie megtudta hogy valaki magára vállalta a Zodiákus tetteit és ír a gyilkosságokról az újságoknak. Miután kiszabadult a börtönből az egyik férfi tagjukról kiderül, hogy ő írt az újságba, akit meg is ölnek. A másik férfi tag elmenekül. Valerie elmegy a rendőrségre és bevallja hogy ő és csoportja a Zodiákus gyilkos, de persze nem hisznek neki. Ezután egyre őrültebb lesz és mindet társa elhagyja. A nővégül magányosan meghal. Winter, Ivy, Babe és Beverly elkapják Harrisont, hogy kiszedjék belőle mit tud Kai terveiről de mivel nem vall neki ezért feldarabolják és testét egy tónál szórják szét sárral borítva. Ezt leadják a tévében, Kai ebből rájön hogy a lányok tették, mert korábban ezt a SÁR kiáltvány könyvet megtalálta Winternél. A záróképben Kai és Babe együtt nézik a közvetítést. |     |                                                             |                       |                             |                                        |             |
| 81. | 8.  | Családi kötelékek (Winter of Our Discontent)                | Barbara Brown         | Joshua Green                | 2017. október 24. 2018. április 25.    | 2.06 millió |
| A kezdésben Vincent gratulál Kainak amiért sikerült bekerülnie a tanácsba. Kai-t megkéri őt ezentúl szólítsa Tanácsos úrnak. Beverly és Ivy a konyhában robotolnak Kai parancsára. Beverly megtorlásra készül, és figyelmezteti Wintert, hogy bátyja őt sem kímélné tervei elérése érdekében. Winter biztos benne, hogy sosem bántaná, és elmeséli nekik, amikor a dark weben található politikai oldalon trollkodtak, és emiatt eljutottak egy Ítélet háza nevű épületbe. Az ottani vezető 3 embert tartott fogva és kínzott meg. A két testvér megmentette őket, de a vezető Wintert elkapta, és őt is kínzásra ítélte volna, de Kai közbelépett, és a vezetőt megölte. Ekkor kezdődtek Kai sötét tervei. Újra a jelenben Ally-t kiengedik a pszichiátriáról, és Vincent elmondja neki, hogy ő, Winter és Kai testvérek, de eddig ő nem tudott fivére sötét terveiről. Megígérte a nőnek, hogy megállítja és bezáratja egy intézetbe. Erre Ally magához hívatja Kait, és elmondja testvére tervét. Eközben a Tanácsos úr közli Winterrel, hogy a magasztos terveit majd egy utód fogja tovább vinni, ezért az egyik önkéntes hívével Samuels-szel kell hálnia, és így fog megszületni az ő messiásuk. Winter ellenszegül, ezért büntetést kap. Mikor Samuels ellenőrzi a nőt, meg akarja őt erőszakolni, de Winter fejbe lövi. Kai később elfogja a két árulót, Beverlyt és bátyját. Vincent próbál hatni rá, de Kai megöli őt. Beverlyt azért kapta el, mert Winter azt állította, valójában nem történt erőszak, és Beverly ölte meg Samuels-t. Beverly tagad mindent, de Kai nem hisz neki. Végül a nőt elzárják egy szobában. A szekta új tagot köszönthet Ally személyében… |     |                                                             |                       |                             |                                        |             |
| 82. | 9.  | Idd meg a frissítőt (Drink the Kool-Aid)                    | Angela Bassett        | Adam Penn                   | 2017. október 31. 2018. május 2.       | 1.48 millió |
| Kai bejelenteti a tanácsban, hogy indul szenátusi választáson. Ally és Ivy kibékülnek és Winterrel szökést terveznek, de mielőtt megléphettek volna Kai önkéntesei elviszik őket a szekta gyűlésre ahol vezetőjük próbára teszi őket. Mérgezett italt itat velük, hogy együtt átlépjenek a túlvilágra itt hagyva romlott testüket. (Jim Jones szektavezető is így végzett 913 követőjével). Az egyik tag ellenszegül így őt megölik. Végül kiderül hogy csak tesztelte hűségüket és semmi nem volt az italban. Később Kai elviszi Oz-t az iskolából és elviszi magához. Allyék kénytelenek a férfinél hagyni a fiút, mert már megkedvelte Kai-t. Kai azt állítja már rég abba a spermabankba jár ahova Ally is járt megtermékenyítésre, így csak ő lehet Oz igazi apja. Ally utána jár a dolognak és kiderül, hogy nem Kai az apa, de kicserélteti a képet, hogy mégis úgy tűnjön ő az apa, így megvédve fiát Kai erőszakosságától. Ally és Ivy együtt vacsoráznak, majd Ally bevallja, hogy az elmegyógyintézetben bosszút esküdött felesége ellen. Meg is tette mivel a tálalt ételt és a bort megmérgezte arzénnal. Ezután Kai-t is meghívja vacsorára, majd bevallja neki mit tett és megmutatja neki a hamisított spermabankos adatlapját. Kai így úgy véli Oz az általa nemzett messiás. Ezután eltüntetik Ivy holttestét majd a csoport házába mennek és egy “családként” ölelkeznek… |     |                                                             |                       |                             |                                        |             |
| 83. | 10. | Nem bízhatsz senkiben (Charles (Manson) in Charge)          | Bradley Buecker       | Ryan Murphy és Brad Falchuk | 2017. november 7. 2018. május 9.       | 1.82 millió |
| Winter és barátnői egy választási vitát néznek a TV-ben, akik szerint Trump kizárt, hogy nyer. Ezen Kai és az egyik barátnő összevesznek majd a férfi felpofozza a lányt. Emiatt dühkezelésre kell járnia. A terapeutája pedig Babe, aki ráveszi hogy tegyen olyan dolgokat amivel a nőket magára haragítja ezzel keltve benne gyűlöletet a férfiak iránt. Így beteljesülhetne Babe szerelmének, Valerie Solanasnak a munkája. A jelenben Kai beszédet tart, amit tüntetők zavarnak meg és egy nő lefújja Kai-t egy spray-vel. A férfi egy gyanús furgont figyel meg és úgy véli az FBI megfigyeli őt. Később Allyvel és Winterrel szétszedik az autót, hogy ne legyen bizonyíték. Winter fél, hogy testvére mit tehetett Ivyvel, de Ally azt mondja miért olyan biztos benne, hogy Kai lehet a nő eltűnéséért. Ezután a híveinek elmeséli Charles Manson nagy tervét, ami a Tate gyilkossággal vette volna kezdetét. (Ennek lényege hogy, Manson parancsára 4 társa betört egy házba, ahol a terhes Sharon és pár barátja tartózkodott. Őket mind megölték, ezzel azt akarták elérni, hogy a gyilkosságokat feketékre kenjék és faji háború törjön ki.) Kai hasonlót akar elérni, hogy bemocskolja kihívóját a szenátori választásokon. Ezért azt tervelik ki, hogy ugyanúgy terhes nőket fognak megölni. Be is törtek egy abortuszklinikára és ott a csoport megölte egyik társukat Garyt azzal az üzenettel a nyakában hogy: “Elég a gyilkolásból”. Ezután a megfélemlített Beverly készít interjút Kai-jal, aki a szenátort és annak fanatikus híveit hibáztatja Gary halála miatt, miszerint a férfi vallotta, hogy a magzatoknak is vannak jogai. Közben Kaiban kezd eluralkodni a paranoia, hogy lehallhatják őt és van egy besúgó a tagok között. Ally talál is egy poloskát a házban. Babe ráront Kaira és kérdőre vonja miszerint nem teljesítette a tervet: a városban totális a káosz és a körülötte lévő nők nem hogy bátrak lennének, inkább összetörtek. Emiatt a nő megölné Kait, de Ally lelövi őt. Ezután Beverly valószínűleg elárulta Wintert és még Ally is azt állítja a talált poloskáról és egy diktafonról, hogy Winter rejtette el, ezért Kai megfojtotta. A záróképen a “Gyorskocsi” nevű tagot látjuk amint tönkreteszi a lehallgató készüléket, majd Ally beszáll mellé az autóba...                                                         |     |                                                             |                       |                             |                                        |             |
| 84. | 11. | Újra naggyá tesszük (Great Again)                           | Jennifer Lynch        | Tim Minear                  | 2017. november 14. 2018. május 16.     | 1.97 millió |
| A kezdésben Kai egy börtönben van, ahol két rabtársa a tusolóban megtámadja. Amikor az egyikük fojtogatja Kai-t akkor a másik rab leszúrja a támadót. Mint kiderül ő Kai egyik embere. A férfi, hogy ne legyen gyanús az eset, Kai megöli követőjét. Másnap egy fiatal fiú kér védelmet a börtönben összeállt csoporttól. Kai itt meséli el hogyan jutott rácsok mögé. Ally, miután lebuktatja a “Gyorskocsit”, elmondja hogy ő valójában egy kórházi dolgozó és elkapták a rendőrök miután drogot találtak nála. Az alku szerint beépült a szektába, hogy lebuktassa őket és nem emelnek ellene vádat. Ezután Ally megöli a férfit, majd elmondja a hírt Kai-nak. Kai összeomlik, amiért ártatlanul ölte meg Wintert, de Ally lelket önt belé, hogy vigye véghez tervét a lányért. Beverly nem bírja tovább a nyomást és arra kéri Ally-t végezzen vele, de a nő türelemre inti őt. A csoport készül a terhes nők megölésére, amikor Ally elhagyja a házat és az FBI beront a házba. A tagokat lelövik, Kai-t és Beverly-t pedig elkapják. A férfi mindenben bűnösnek vallja magát, Beverly-t pedig szabadon engedik. Ally tovább viszi az éttermét, új barátnője is lesz, amikor Beverly meglátogatja és elmondja neki, hogy Kai minden gyilkosságot bevallott, kivéve Ivy-ét. Ezt furcsának találja de Ally tagadja hogy ő ölte volna meg. Oz születésnapi zsúrján Kai felhívja Ally-t, hogy megfenyegesseː ha kijut ő és új szektája meg fogják keresni és végeznek vele. A nő az események hatására elindul a Michigan állam szenátusi választásán. Kai irányítása alá vonja az egyik női őrt és segítségével az új fiatal tagot megölik és felismerhetetlenné teszik arcát, hogy azt higgyék Kai halt meg. Ally a szenátusi vitán vesz részt, amikor Kai megjelenik a társaival és a férfi Ally életére tör, de a pisztoly nem dördül el. Kiderül, hogy Ally meggyőzte a női őrt ne higgyen Kai-nak mert csak becsapja őt. Az őr hisz neki ezért üres fegyvert adott a szektavezérnek. Ezután Beverly lép közbe és fejbe lövi Kai-t. Ally megnyeri a választást és bekerül a szenátusba. A zárójelenetben Ally egy a Valerie Solanas csoport köpenyéhez hasonló ruhát vesz fel, és elindul egy olyan találkozóra, ahol "erős nők" gyűlnek össze, hogy megváltoztassák a rendszert...(ha úgy vesszük Ally is alapított egy női szektát).                             |     |                                                             |                       |                             |                                        |             |